# Danh sách trò chơi PlayStation Store TurboGrafx -16
Đây là danh sách các trò chơi TurboGrafx-16 (PC Engine) có thể tải xuống, những trò chơi này được mua trên PlayStation Store cho những máy chơi trò chơi điện tử của Sony là PlayStation 3 (PS3), PlayStation Portable (PSP) và PlayStation Vita (PSV) .
| Tựa                                            | Nhà phát hành       | Bắc Mỹ                   | Nhật Bản                  |
| ---------------------------------------------- | ------------------- | ------------------------ | ------------------------- |
| Aldynes                                        | Produce             | Unreleased               | Tháng 2 ngày 16 năm 2011  |
| Alien Crush                                    | Compile             | Tháng 5 ngày 17, 2011    | Tháng 2 ngày 17, 2010     |
| Battle Ace                                     | Hudson Soft         | Unreleased               | Tháng 4 ngày 21 năm 2010  |
| Benkei Gaiden                                  | Sunsoft             | Unreleased               | Tháng 12 ngày 15 năm 2010 |
| Blazing Lazers                                 | Compile             | Unreleased               | Tháng 7 ngày 21, 2010     |
| Bomberman '94                                  | Hudson Soft         | Tháng 4 ngày 26 năm 2011 | Tháng 7 ngày 15 năm 2009  |
| Bonk's Adventure                               | Red Company, Atlus  | Tháng 5 ngày 17 năm 2011 | Tháng 11 ngày 18 năm 2009 |
| Chiki Chiki Boys                               | NEC Avenue          | Unreleased               | Tháng 4 ngày 20, 2011     |
| Cho Aniki                                      | Masaya              | Unreleased               | Tháng 12 ngày 15 năm 2010 |
| Dai Makaimura                                  | Hudson Soft         | Unreleased               | Tháng 8 ngày 18 năm 2010  |
| Detana!! TwinBee                               | Konami              | Unreleased               | Tháng 6 ngày 16 năm 2010  |
| Devil's Crush                                  | Naxat Soft          | Unreleased               | Tháng 7 ngày 15 năm 2009  |
| Double Dungeons                                | NCS Corporation     | Unreleased               | Tháng 11 ngày 17 năm 2010 |
| Dungeon Explorer                               | Atlus               | Tháng 5 ngày 31 năm 2011 | Tháng 10 ngày 21 năm 2009 |
| Dungeon Explorer II                            | Hudson Soft         | Unreleased               | Tháng 9 ngày 15 năm 2010  |
| Galaga '88                                     | Namco               | Unreleased               | Tháng 3 ngày 17 năm 2011  |
| Gate of Thunder                                | Red Company         | Unreleased               | Tháng 3 ngày 17 năm 2010  |
| Gradius                                        | Konami              | Unreleased               | Tháng 6 ngày 16 năm 2010  |
| Gradius II: Gofer no Yabou                     | Konami              | Unreleased               | Tháng 10 ngày 20 năm 2010 |
| Jaseiken Necromancer                           | Hudson Soft         | Unreleased               | Tháng 12 ngày16 năm 2009  |
| Kaizou Choujin Schbibinman 2: Arata Naru Teki  | NCS Corporation     | Unreleased               | Tháng 2 ngày 16 năm 2011  |
| Kaizou Chounin Shubibinman                     | NCS Corporation     | Unreleased               | Tháng 1 ngày 19 năm 2011  |
| Kaizou Chounin Shubibinman 3: Ikai no Princess | NCS Corporation     | Unreleased               | Tháng 4 ngày 20 năm 2011  |
| Langrisser                                     | NCS Corporation     | Unreleased               | Tháng 2 ngày 16 năm 2011  |
| Moto Roader II                                 | NCS Corporation     | Unreleased               | Tháng 1 ngày 19 năm 2011  |
| Neutopia                                       | Hudson Soft         | Tháng 4 ngày 19 năm 2011 | Tháng 6 ngày 16 năm 2010  |
| Neutopia II                                    | Hudson Soft         | Unreleased               | Tháng 7 ngày 21 năm 2010  |
| New Adventure Island                           | Now Production      | Tháng 6 ngày 7 năm 2011  | Tháng 7 ngày 15 năm 2009  |
| PC Genjin 2                                    | Red Company, Mutech | Unreleased               | Tháng 11 ngày 18, 2009    |
| PC Genjin 3                                    | A.I. Company Ltd.   | Unreleased               | Tháng 1 ngày 20 năm 2010  |
| Power League 4                                 | Hudson Soft         | Unreleased               | Tháng 9 ngày 16 năm 2009  |
| R-Type                                         | Hudson Soft         | Unreleased               | Tháng 4 ngày 20 năm 2011  |
| Salamander                                     | Konami              | Unreleased               | Tháng 7 ngày 21 năm 2010  |
| Sengoku Mahjong                                | Hudson Soft         | Unreleased               | Tháng 7 ngày 15 năm 2009  |
| Soldier Blade                                  | Hudson Soft         | Tháng 6 ngày 7 năm 2011  | Tháng 2 ngày 17 năm 2010  |
| Splatterhouse                                  | Namco               | Unreleased               | Tháng 7 ngày 6 năm 2011   |
| Super Star Soldier                             | Kaneko              | Tháng 5 ngày 31 năm 2011 | Tháng 8 ngày 19 năm 2009  |
| Tengai Makyō: Ziria                            | Red Company         | Unreleased               | Tháng 10 ngày 20 năm 2010 |
| Tengai Makyou II: Manjimaru                    | Red Company         | Unreleased               | Tháng 3 ngày 17 năm 2011  |
| The Kung Fu                                    | Hudson Soft         | Unreleased               | Tháng 1 ngày 20 năm 2010  |
| Valis: The Fantasm Soldier                     | Telenet Japan       | Unreleased               | Tháng 12 ngày15 năm 2010  |
| Valis II                                       | Telenet Japan       | Unreleased               | Tháng 3 ngày 17 năm 2011  |
| Victory Run                                    | Hudson Soft         | Tháng 5 ngày 31 năm 2011 | Tháng 4 ngày 21 năm 2010  |
| Winds of Thunder                               | Red Company         | Unreleased               | Tháng 8 ngày 18 năm 2010  |
| World Sports Competition                       | Hudson Soft         | Tháng 5 ngày 31 năm 2011 | Tháng 12 ngày16 năm 2009  |
| Ys I & II                                      | Alfa System         | Unreleased               | Tháng 11 ngày 17 năm 2010 |
| Ys III: Wanderers from Ys                      | Alfa System         | Unreleased               | Tháng 2 ngày 16 năm 2011  |
| Ys IV: The Dawn of Ys                          | Hudson Soft         | Unreleased               | Tháng 7 ngày 6 năm 2011   |